# شعله و لیمو
شعله و لیمو (دانمارکی: Flammen & Citronen) یک فیلم درام جنگی زندگی‌نامه‌ای و دلهره‌آور دانمارکی است که در سال ۲۰۰۸ منتشر شد.
فیلم روایتی آزاد از وقایع تاریخی و دربارهٔ دو مبارز جنبش مقاومت دانمارک با نام‌های بنت فاورسکو وید (با نام مستعار و رمزی «فلامن» به معنای شعلهٔ آتش) و یورن اوئن اشمیت (با نام مستعار و رمزی «سیترونن» به معنای لیموترش) طی جنگ جهانی دوم و پس از تهاجم آلمان به دانمارک (۱۹۴۰) است.

## بازیگران
- توره لینهارت در نقش بنت فاورسکو وید با نام رمز شعله
- مس میکلسن در نقش یورن اوئن اشمیت با نام رمز لیمو
- لارس میکلسن
- کریستیان برکل
- هانس تسیشلر
- کارل دوبری
- استینه استینگده
- لارکه وینتر آندرسن
- پیتر میوگین
- ملین شوارتس